# Comuna Las Palmas (Neiva)
Denominada Comuna Las Palmas, Sur Oriente Alto o Diez de la ciudad de Neiva. La Comuna 10 está localizada en oriente alto del área urbana haciendo parte de la zona alta o por encima de la cota de los 500 m s. n. m., entre las cuencas de la Quebrada La Toma hasta su nacimiento en el reservorio El Curíbano y la cuenca de la Quebrada Avichente, y el Río Las Ceibas. Limita al norte con el corregimiento de Fortalecillas; al oriente con el corregimiento de Río de las Ceibas; al sur con la Comuna 7; y al occidente y sur con la Comuna 5. La Comuna 10 tiene 37.877 habitantes y hace parte de la UPZ La Toma.

## Límites
Partiendo de la intersección del perímetro urbano a la altura de la Hacienda Casa Blanca sobre la vía a San Antonio, intersección de la calle 8 con carrera 52; se sigue hacia el norte en línea recta pasando por el nacimiento de la quebrada La Toma (lago existente) hasta la calle 16, de ahí se sigue en sentido occidental hasta la carrera 49, urbanización Victor Félix Díaz I y II etapa, se sigue por esta vía hasta la calle 19 vía las Palmas. Por esta vía se sigue en sentido occidental hasta la carrera 45 del barrio La Rioja, se sigue por esta vía en sentido norte hasta encontrar la hondonada de la quebrada Avichente y por esta quebrada aguas abajo hasta la proyección de la carrera 26 colindando con terrenos del Batallón Tenerife, de ahí en sentido norte y línea recta hasta encontrar el Río Las Ceibas, de ahí se continúa aguas arriba hasta encontrar la línea del perímetro urbano y continuar por este hasta encontrar el punto de partida.

## Barrios

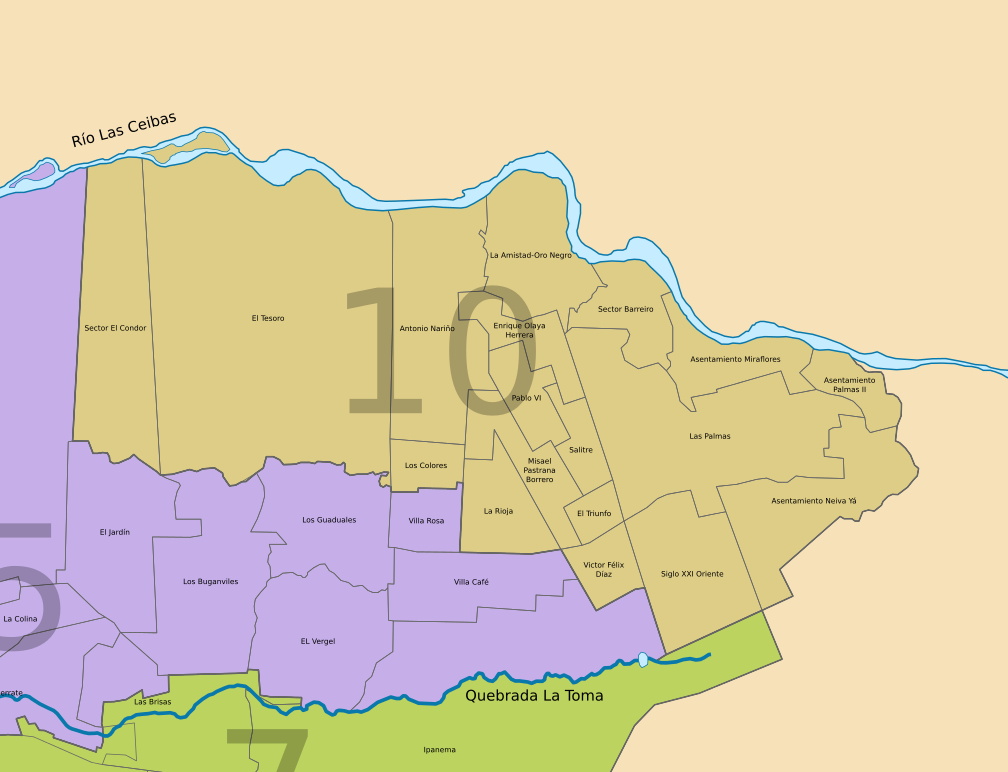
Comuna Las Palmas, división barrial.

La comuna 10 las palmas cuenta con 41 barrios, entre ellos:
| Barrio                | Sectores y/o Urbanizaciones |
| --------------------- | --- |
| Antonio Nariño        | Antonio Nariño |
| Antonio Nariño        | Oasis De Oriente / Altos de Oriente / Bajo Oriente                                                                                           |
| Antonio Nariño        | Villa Teresa / Antonio Nariño / Los Cedros / Los Robles / Ciudadela Altos de San nicólas / Torres de Alejandría / Alejandría / tierra alta / |
| Ciudad Salitre        | Villa Aránzazu |
| Ciudad Salitre        | Ciudad Salitre /Los Rosales |
| Ciudad Salitre        | Ciudadela Antonio Baraya |
| El Tesoro             | El Tesoro / Valparaiso / Brisas de Avichente / La Alahmbra                                                                                   |
| El Triunfo            | El Triunfo |
| El Triunfo            | La Pradera |
| El Triunfo            | Comuneros |
| El Triunfo            | Alberto Yepes |
| Enrique Olaya Herrera | Enrique Olaya Herrera |
| Enrique Olaya Herrera | Oro Negro / La Amistad / Alejandría / Torres de Alejandría                                                                                   |
| La Rioja              | La Rioja |
| La Rioja              | Los Colores |
| La Rioja              | Santa Bárbara |
| La Rioja              | Conjunto Aragón / Conjunto Guatapurí |
| La Rioja              | Villas de San Fernando |
| Las Palmas            | Las Palmas |
| Las Palmas            | Misael Pastrana |
| Las Palmas            | Villa Nadia |
| Las Palmas            | Once de Noviembre |
| Las Palmas            | Santander |
| Pablo VI              | Pablo VI |
| Pablo VI              | Los Rosales |
| Pablo VI              | Nuevo Horizonte |
| Pablo VI              | Portales de Yalconia |
| Siglo XXI Oriente     | Siglo XXI Oriente /san Miguel Arcángel / Ciudadela Pontevedra                                                                                |
| Víctor Félix          | Víctor Félix / Reserva de la Sierra |

## Asentamientos
La comuna 10 las palmas además cuenta con 12 asentamientos en proceso de reconocimiento como barrio legal:
| Asentamiento  | Sectores                               |
| ------------- | -------------------------------------- |
| Las Palmas II | Las Palmas II                          |
| Miraflores    | Las Palmas III                         |
| Miraflores    | Miraflores                             |
| Neiva Ya      | Neiva Ya                               |
| Neiva Ya      | La Victoria / El Alto Pedregal         |
| Neiva Ya      | Álvaro Uribe                           |
| Neiva Ya      | Calle Real                             |
| San Bernardo  | San Bernardo                           |
| San Bernardo  | Granjas Bajo San Bernardo              |
| San Bernardo  | San Bernardo del Viento                |
| San Bernardo  | Manantial / Sector Barreiro / Machines |
| Las Camelias  |                                        |